# 上条城 (三河国)
上条城（じょうじょうじょう）は、愛知県安城市にあった日本の城（平城）。

## 概要
三河国二葉松に出てくる城である。詳細不明。現在、上条城跡は宅地化されて遺構は残っていない。

## 所在地
- 愛知県安城市上条町中屋敷